# Neobrachypterus flavipes
Neobrachypterus flavipes är en skalbaggsart som först beskrevs av Murray 1864.  Neobrachypterus flavipes ingår i släktet Neobrachypterus och familjen kullerglansbaggar. Inga underarter finns listade i Catalogue of Life.